# آنتیوک، شهرستان پرنس ویلیام، ویرجینیا
آنتیوک (به انگلیسی: Antioch) یک منطقهٔ مسکونی در ایالات متحده آمریکا است که در شهرستان پرنس ویلیام، ویرجینیا واقع شده‌است.